# 切り抜き動画
切り抜き動画（きりぬきどうが、英: Video clip、または英: Short-form content)は、元となる動画の一部だけを抜粋し、作成・投稿した動画である。単に「切り抜き」などとも呼ばれる。
通常、動画をそのまま投稿する転載とは区別される。

## 概要
元となる動画の配信者の主張・面白さを伝えるためなどに作られる。おもにYouTubeやショート動画特化のTikTokなどに投稿される。
たんに動画を抜粋して投稿するだけでなく、切り抜き動画の投稿者が編集でコメントフォローや補足情報のテロップを追加する例も見られる。
元となる動画のプラットフォームにはYouTubeやニコニコ動画、TwitchやInstagramなどのライブ配信などがあり、さらにテレビ番組やラジオ番組の切り抜きも存在する。
切り抜き職人と呼ばれる第三者が配信者や事務所の許諾を得た上で投稿するものが主だが、配信者やそのスタッフ自身が「公式切り抜き動画」を投稿することもある。
切り抜き動画による収益を得られる場合もある。収益は通常、動画の配信者と切り抜き動画の投稿者で分配される。YouTubeではその分配の比率は動画の配信者が自由に決めることができたが、2024年7月現在は「切り抜き動画は収益化の対象として認めない」姿勢に転換している（後述）。また、UUUMは切り抜き動画を含めた二次創作の収益に関するプログラムを提供している。
切り抜き動画の制作を制限・禁止する配信者や、切り抜き動画の投稿者に審査を行う配信者もいる。逆に切り抜き動画をピックアップして放送で流す事業者（『ウェザーニュースLiVE』など）もある。

## 利点
時間の節約
視聴者にとっては、長い動画から面白い部分や要点のみ視聴できる。これは、「コスパ」「タイパ」を求める世代に適していると言える。
新規視聴者の獲得
切り抜き動画の視聴者が元動画の配信者の新規視聴者となる可能性がある。西村博之は2021年6月に出演した動画で「ここ3～4カ月で毎月12～13万人（自身のYouTubeチャンネルの）登録者が増えている」と語った。
プロモーションの一環として活用する企業もあり、一例として、フジテレビ制作のドラマ『silent』やバラエティ番組『突然ですが占ってもいいですか?』は同局公式が切り抜き動画を投稿し、見逃し配信サービスのTVerで高い注目を集める一因となった。
テレビ朝日でも『めざせ!切り出し職人』などの切り抜き動画を通して、同局の番組の宣伝を行うテレビ番組も存在する。
知名度の向上
前述の元動画の配信者の新規視聴者獲得と同時に知名度の向上にも繋がることもある。一例として、ウェザーニューズが配信している気象情報番組『ウェザーニュースLiVE』では所定のガイドラインの元での条件付きではあるが、番組の切り抜き動画などといった二次利用を容認した結果、同番組におけるファン層の拡大や知名度の向上などに寄与した。
政治でも広島県安芸高田市の市長を務めていた石丸伸二は同市の公式YouTubeチャンネル内にある動画の切り抜きを容認。石丸と市議会とのやり取りを切り取った動画などがインターネット上で人気を博した結果、同市の公式YouTubeチャンネルの登録者数が2024年1月時点で20万人となり、自治体の公式チャンネルとしては神戸市を抜いて日本最多になった。
2024年7月には石丸が立候補した東京都知事選挙でも切り抜き動画の撮影や拡散を容認したことから、無名候補であったにも関わらず、若年層や無党派層の支持を取り込むことに成功。落選はしたものの、元参議院議員の蓮舫などを抑え、2位に躍進した。

## 問題点
悪意のある切り抜き

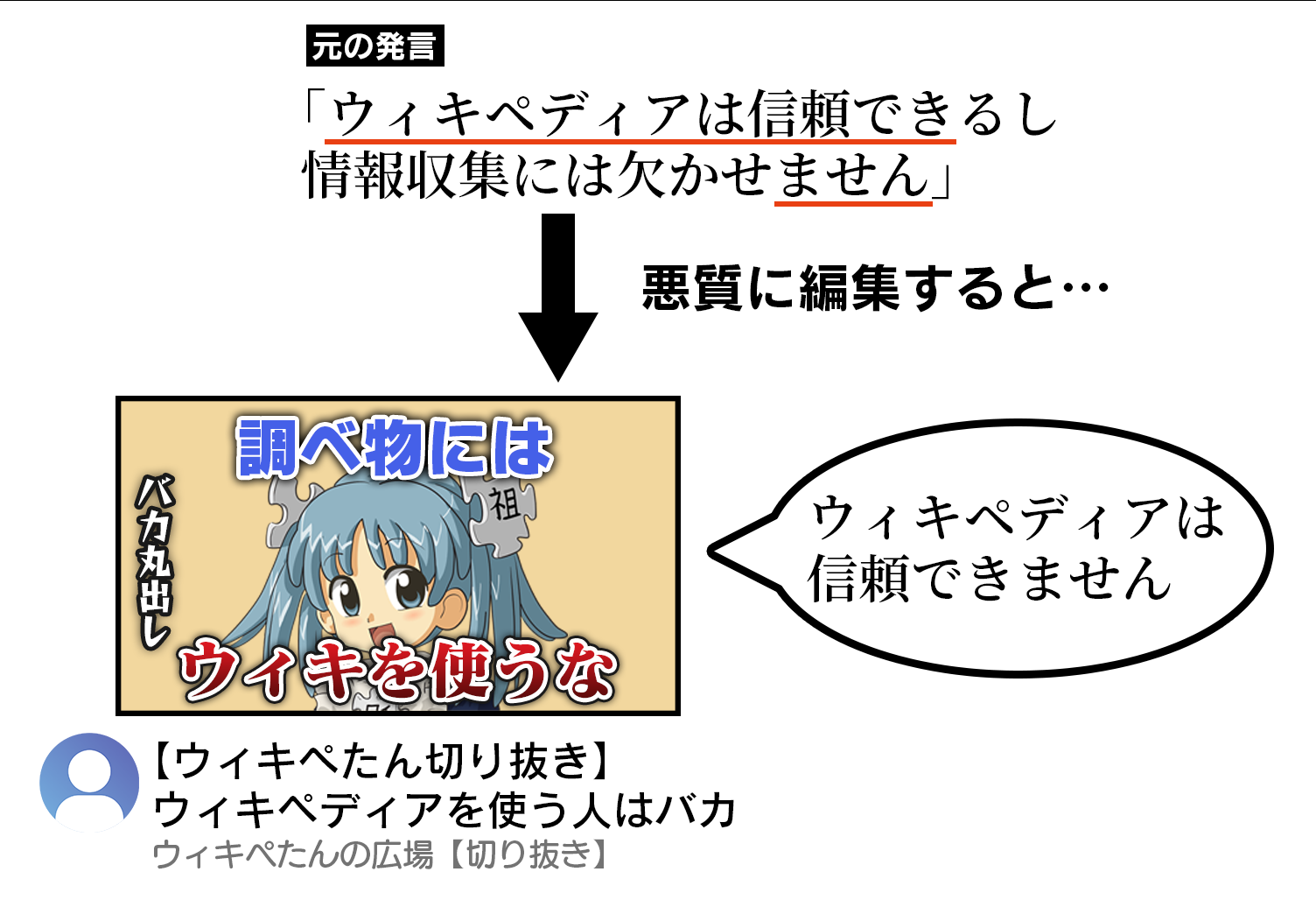
悪意のある切り抜き動画（イメージ）

編集によって本来の本人の意図とは違うことを言っているかのような動画も制作できるため、悪意のある切り抜き動画が投稿され、当事者に誹謗中傷が寄せられるなどのトラブルに発展することがある。VTuberの星川サラはこれを理由に一時的に個人活動動画の切り抜き動画の投稿を禁止した。
違法性・ルールの無視
テレビ番組や有料サブスクリプションサービス（定額制動画配信サービス）での配信動画などの無許可での切り抜きやルール上配信を制限・禁止している配信者の切り抜き動画が投稿されることがある。無許可の切り抜き動画の制作は著作権法違反に当たる。
プロモーション
切り抜き動画はプロモーションであるため、各動画配信サービスにおけるポリシーに違反するのでは無いかという指摘もあがっている。
2024年7月、ホロライブEnglishの邦訳切り抜き動画を配信していた投稿者に対して、YouTubeから「他者が制作したコンテンツをアップロードする行為について、所有者から書面などにより許可を得ている場合でも、『再利用コンテンツ』に該当し、収益化条件のガイドライン項目に違反している」として、収益化の対象外になる事が通知されたことを明らかにした。